# Eneko Sagardoy

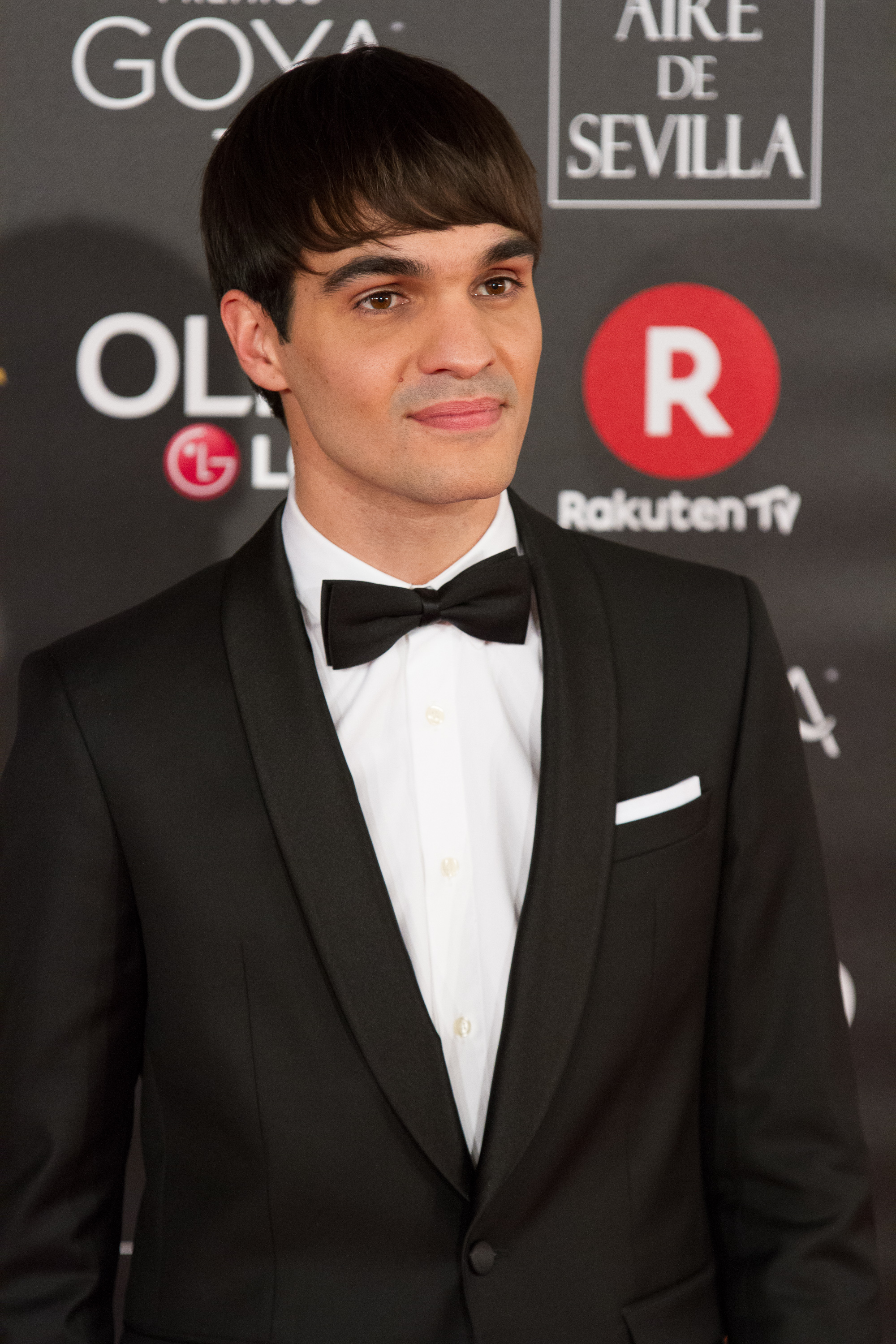
Eneko Sagardoy (2018)

Eneko Sagardoy Mujika (* 17. Januar 1994 in Durango) ist ein spanischer Schauspieler.

## Leben und Karriere
Sagardoy wurde am 17. Januar 1994 in Durango geboren. Sein Debüt gab er in der baskischen Fernsehserie Goenkale. Er absolvierte ein Studium der audiovisuellen Kommunikation an der Mondragon-Universität. Sein Durchbruch gelang ihm 2017 mit der Hauptrolle in Handia. Weitere Filmrollen umfassen Errementari, La higuera de los bastardos, Cuando dejes de quererme, Soinujolearen semea, Hil Kanpaiak, Mía y Moi, Counting Sheep und Irati – Age of Gods and Monsters.
2020 gründete Sagardoy zusammen mit seinem Bruder Ander die Produktionsfirma Sumendi Filmak. 2023 debütierte er als Regisseur und Drehbuchautor mit dem Kurzfilm Betiko gaua, der bei mehreren Festivals ausgezeichnet wurde.

## Filmografie (Auswahl)
- 2017: Handia
- 2017: Errementari
- 2017: La higuera de los bastardos
- 2018: Cuando dejes de quererme
- 2018: Soinujolearen semea
- 2020: Hil Kanpaiak
- 2021: Mía und Moi (Mía y Moi)
- 2022: Counting Sheep
- 2023: Irati – Age of Gods and Monsters

## Auszeichnungen

### Gewonnen
- 2018: Goya 2018 in der Kategorie „Bester Nachwuchsdarsteller“[5]
- 2018: 27th Actors and Actresses Union Awards in der Kategorie „Bester neuer Schauspieler“[6]

### Nominiert
- 2021: 8th Feroz Awards in der Kategorie „Bester Nebendarsteller in einer Fernsehserie“[7]